# وادي الملك
وادي الملك هو مجرى نهر منقرض في دولة السودان. يقع بعد منطقة القص في وسط أفريقيا، ممتداً لمسافة 560كم من بحيرة أم بدر في شمال كردفان شمال شرق البلاد – باتجاه المنحنى العظيم للنيل بالقرب من الدبة.